# (32724) Woerlitz
(32724) Woerlitz (4029 T-3) – planetoida z grupy pasa głównego asteroid okrążająca Słońce w ciągu 7,84 lat w średniej odległości 3,94 j.a. Odkryta 16 października 1977 roku.